# المدرسة التعاونية الأمريكية بتونس
 المدرسة التعاونية الأمريكية بتونس (بالإنجليزية: American Cooperative School of Tunis, ACST)‏ هي مدرسة أمريكية خاصة في تونس. المدرسة بها 560 طالب. المدرسة تم تأسيسها عام 1959 كمدرسة أمريكية ابتدائية.

## وصلات خارجية
- المدرسة التعاونية الأمريكية بتونس (بالإنجليزية)